# 조합 (법률)
조합(組合)은 여러 사람이 모여서 자금이나 노력을 모아 공동으로 사업을 경영하기 위하여 단체를 만드는 계약(민법 703조) 또는 그 계약을 통해 형성된 단체를 말한다. 조합 계약은 쌍무계약, 유상계약, 계속적 계약에 속한다. 조합은 사업을 경영한다는 공동목적 때문에 여러 사람의 당사자(조합원)가 결합하여 단체를 형성하는 것이 특징으로서 같은 계약이라 하더라도 다른 매매나 대차 등의 계약과는 매우 다르다. '조합계약'에 의하여 '조합'이라는 사업단체가 형성되는 것이라고 생각하면 된다. 조합대리에 의하여 대리권이 발생할 수 있다.(#조합대리 참조)

## 조합계약의 성질
합동행위 인정설에서는 조합계약은 계약이 아니라 합동행위라고 본다. 즉 조합합동행위라고 본다. 합동행위 부정설에서는 조합계약은 계약이라고 본다. 계약설이 다수설이다. 반면, 합동행위설에는 인정설이 다수이다.

## 사단과 조합
사람이 집단을 구성하여 활동하는 형태에는 법률상 크게 나누어 두 가지가 있다. 하나는 사단(社團)을 기반으로 하는 법인(사단법인)이고 다른 하나가 조합이다.
사단법인과 조합의 근본적인 차이는 다음과 같다. 법인의 경우에는 단체를 만들고 있는 사람들과는 별개의 하나의 인격(단체 자체에 권리능력이 있다)이 주어지고 있는 데 반하여 조합의 경우에는 조합으로서 하나의 인격이 있는 것이 아니라 개개의 조합원의 인격의 집합에 불과하다. 따라서 법인에서는 거래나 재산이 모두 법인의 것으로 귀속되나 조합에서는 조합의 이름으로 거래하더라도 그것은 조합원 전원이 공동으로 상대방과 거래한 것으로 되며 조합사업 때문에 필요한 재산도 조합원 전원이 공동으로 소유하고 있는 것으로 취급된다(合有).
이와 같이 조합은 사단과는 달리 계약에 의해 형성될 뿐이므로 계약 당사자인 조합원의 개인적인 입장을 무시할 수 없다는 데서 단체성이 약하며 법인격을 주기에 부족한 단체로 인정되고 있는 것이다. 그러므로 조합에는 권리능력이 없다.
한편 사단에도 법인격을 인정하지 않는 사교그룹과 같은 단체가 있다. 이들의 법률관계를 살펴보면 이전에는 법인격이 없기 때문에 조합의 규정을 적용하는 것으로 생각해 왔으나, 오늘날에는 법인으로서 권리의 주체적인 지위를 인정하지는 않더라도 사단으로서의 성격은 사단법인과 같은 것이므로 사단법인에 관한 규정을 적용해야 하며, 성격이 다른 단체인 조합의 규정을 적용해서는 아니 된다고 해석하고 있다(이른바 권리능력이 없는 사단). 덧붙여서 조합이라는 명칭을 지니고 있더라도 노동조합이나 농업협동조합 등 특별법상의 조합은 그 단체의 성격이 사단일 뿐 아니라 법인인 경우가 많다. 그래서 이른바 조합을 이러한 것과 구별하기 위하여 특히 '민법상의 조합'이라 부르고 있다.

## 조합원
조합원(組合員)은 조합계약에 의하여 또는 뒤에 가입하여 조합을 구성하는 자를 말한다. 조합원은 출자의무를 지며 또한 서로가 출자의 청구를 할 수 있다. 그래서 조합재산에 대한 자기의 몫을 가짐과 동시에 조합채무에 대해서도 자기 몫만큼의 책임을 진다. 각 조합원은 특히 업무집행자(조합원 2/3이상의 찬성, 706조)를 뽑는 경우 이외에는 평등한 입장에서 조합업무를 집행하는 권리를 지니고 의무를 진다. 각 조합원은 언제든지 업무 및 조합재산의 상태를 검사할 수 있는 권한이 있다(710조). 또한 조합원 전원과의 계약에 의하여 조합원으로서 가입할 수가 있으며, 존속기간의 정함이 없는 때에는 조합원의 자유의사에 의하여 탈퇴할 수도 있다(그러나 부득이한 사유 없이 조합에 불리한 시기에 탈퇴하지 못한다). 사망·파산·제명의 경우는 당연히 탈퇴된다(716조, 717조, 718조).

### 조합원의 탈퇴
어느 조합원이 조합사업의 계속 중에 조합원으로서의 지위로부터 물러나는 것을 말한다. 조합원의 탈퇴는 비교적 자유로우며 조합의 존속 기간을 정하지 아니하거나 조합원의 종신까지 존속할 것을 정한 때에는 언제든지 탈퇴할 수 있으며 존속기간을 정한 때에도 부득이한 사유가 있으면 탈퇴할 수 있다(716조). 또한 조합원이 사망하거나 파산을 당하거나 금치산의 선고를 받은 경우와 정당한 사유가 있어 제명된 경우는 탈퇴한다(717조, 718조). 탈퇴하면 조합원으로서의 자격은 잃게 되며 그 지분(持分)을 계산하고 금전으로 돌려받게 되는데(719조), 탈퇴 이전의 채무는 면하지 못한다고 해석되고 있다(탈퇴조합원이 부담할 채무액을 공제하지 않고서 환금액을 계산한 경우).

## 출자
출자(出資)는 조합을 설립함에 있어서 사업을 경영하기 위한 자본으로서, 금전 기타 재산·노무 또는 신용을 제공하는 것을 말한다. 따라서 반드시 금전일 필요는 없으며 물건·물권·무체재산권·채권은 물론이고, 노무·상호·신용 등도 출자의 목적물이 된다(이른바 현물출자·신용출자·노무출자가 인정된다). 각 조합원의 출자는 같지 않아도 무방하다. 조합원 A는 사무소를, B는 물품 구입자금을, C는 경리담당 노무를 제공하는 것과 같은 것이다. 조합원은 조합 계약에 의해서 출자의무를 지게 되므로 이의 출자로서 급부된 재산은 조합재산이 됨은 물론 출자의무가 이행되지 않는 사이에서는 출자청구권도 조합재산을 구성한다. 보통은 회계담당의 업무집행자가 출자 수령권자가 되나, 이러한 것이 정해지지 아니한 경우에는 조합원 누구에게도 이행할 수 있으며 또한 조합원은 누구나가 수령권을 가진다. 또한 금전의 출자의무의 지체가 있을 경우에는 자본의 충실을 도모하기 위하여 법정이자 이외에 그 이상의 손해가 있게 되면 그 손해도 배상하지 않으면 아니 된다(705조).

## 조합대리
조합대리(組合代理)는 조합으로부터 대리권을 부여받아 대리하는 것을 말한다. 민법상의 조합에는 법인격이 인정되지 않으므로 사단법인의 경우와 같이 대표기관은 없다. 따라서 조합의 대외관계는 전적으로 대리에 의하게 된다. 그래서 조합은 법적 인격을 가지고 있지 못하므로 법률적으로는 조합 자체를 대리시킨다는 것은 있을 수 없고 다만 조합원의 한 사람이 다른 전체 조합원을 대리하게 된다. 그러나 실제로 조합을 대리하여 거래할 경우에는 개개의 조합원에 대하여 일일이 문의하지 않아도 무방하며, 그 거래의 법률적 효과는 조합을 통하여 각 조합원에게 귀속하게 된다. 조합대리에서의 대리권의 수여는 조합원 간의 조합계약(추가계약)에 의하여 이루어지는 것이 보통인데, 업무 집행자를 두는 경우에는 그자가 대리권을 가지고 있다고 본다(709조). 만일 우연히 대리권을 가지지 아니한 경우에도 표현대리의 법리에 의하여 선의의 상대방에 대해서는 그 조합대리로 인정되는 경우가 많다. 또한 업무집행자가 수인(數人) 있는 때에는 통상사무 이외의 사항에 관한 내부적인 결정은 과반수에 의하여야 한다(706조 2항·3항). 그러나 학설은 업무집행자의 한 사람이 이에 위반하여 대리행위를 하였더라도 당연히 무효가 되는 것이 아니라, 범위를 넘은 대리가 되며, 대리에 있어서 각자대리(各自代理)의 원칙에 따라 각자가 단독으로 대리할 수 있다고 한다.

## 조합재산
조합재산(組合財産)은 조합이 조합원의 사업목적을 달성하기 위하여 가지는 재산을 말한다. 조합원이 출자한 재산, 출자청구권, 업무집행에 의하여 취득한 재산 및 그 과실 등에 의하여 구성되며 조합원 개인의 재산과 구별된다. 조합재산은 조합원 전체의 합유(合有)가 된다(704조). 따라서 합유에 관한 271조 내지 274조의 적용을 받게 되는바, 조합원은 조합의 청산 전에 조합재산의 분할을 청구하지 못하며, 조합원 전원의 동의 없이 조합재산에 대한 지분(持分)을 처분하지 못한다. 또한 조합원의 지분에 대한 압류는 그의 장래의 이익배당 및 지분의 반환을 받을 권리에 대해서만 효력이 있다(714조). 또한 조합의 채권도 총조합원에게 합유적으로 귀속하며, 조합의 채무자는 그 채무와 조합원에 대한 채권과를 상계할 수 없다(715조). 조합채무는 보통 조합 재산으로부터 변제되지만, 조합채권자는 직접으로 조합원의 개인 재산을 집행할 수도 있다(712조).
다만, 그 조합체가 합유등기를 하지 아니하고 그 대신 조합원들 명의로 각 지분에 관하여 공유등기를 하였다면 이는 그 조합체가 조합원들에게 각 지분에 관하여 명의신탁을 한 것으로 본다.

## 조합채무
조합채무(組合債務)는 조합의 사업을 경영하다가 부담한 채무이다. 보통은 재산이라고 하면 적극재산(積極財産)과 소극재산(消極財産－채무)을 포함하는 관념이므로 본래는 조합채무도 각 조합원 개인의 채무와는 구별하여 이른바 조합재산의 하나로서 전체 조합원의 합유에 속하게 된다. 그러나 민법은 조합의 채무에 대해서는 조합의 채권자는 바로 각 조합원에 대하여 청구할 수 있도록 규정하고 있으며 조합원은 그 채무를 변제하지 않으면 아니 된다고 규정하고 있다(712조). 실제로는 조합의 채무는 조합재산 중에서 업무집행자가 변제하는 것이 보통이며 조합의 채권자도 우선 조합의 업무집행자에게 이행의 청구를 하고, 받지 못한 몫만을 조합원에게 청구하게 될 것이므로 조합원은 보증인과 같은 책임을 지게 된다. 아무튼 조합원이 조합채무에 대하여 책임을 지는 경우, 특약이 없는 한 각 조합원의 손실 분담의 비율(711조)에 따라서 분할되며 그 비율을 알지 못하는 경우에는 균분하게 된다(712조). 물론 조합채무를 변제한 조합원은 다른 조합원에게 구상할 수가 있다(부당이익의 法理에 따라).

## 조합의 손익분배
조합이 사업을 경영하여 얻은 이익과 손실은 조합원에게 분배하게 된다. 어떻게 분배하느냐에 대하여서는 조합계약에 특약이 있는 경우와 그러하지 않은 경우로 구분하여 분배한다. 특약이 있는 경우는 이에 따르지만 그렇지 않은 경우에는 각 조합원의 출자가액에 따라서 정하며(711조), 분배의 시기는 사업년도가 끝나는 때 또는 사업이 끝나는 때(손실분배는 청산 절차가 끝난 후가 된다)가 보통이다.

## 조합의 해산과 청산
조합은 해산해서 청산절차가 완료함으로써 종료된다. 민법이 특별히 규정하고 있지는 않으나 조합의 목적인 사업을 성공하였거나 또는 그 성공이 불가능하게 된 때, 존속기간의 만료 기타 조합계약서에 정한 해산사유의 발생, 조합원 전원의 합의 등으로 조합이 해산하게 됨은 물론이다. 그러나 그 밖에 민법은 '부득이한 사유'가 있을 때에는 각 조합원은 조합의 해산을 청구할 수 있는 것으로 규정하고 있다(720조). 조합이 해산되면 청산절차를 밟게 되는데 조합원이 공동으로, 또는 특히 선임된 자가 청산인이 된다(721조, 822조). 청산인은 잔무를 처리하고, 채권의 추심과 채무의 변제를 하며, 잔여재산을 각 조합원에게 각자의 출자비율에 따라 분배한다(724조).

## 무진과 상호부금
계(契)와 상당히 비슷하면서도 계와 다른 것으로 무진(無盡) 또는 상호부금(相互賦金)이라는 제도가 있다. 이 제도는 전문회사가 자기 책임으로 운영하는 것이므로 조합이 아니며(소비대차와 유사한 법률관계가 성립한다), 상법은 무진을 상행위의 일종으로 하고 있을 뿐만 아니라, 금전 이외의 것을 목적으로 하는 때에는 법(국민은행법)에도 위반되지 않는다는 맹점을 지니고 있다. (1) 무진 ― 일본에서 발달한 서민을 위한 상호금융제도. 일정한 계좌수로 조를 짜서 각 계좌의 급부금액을 미리 정하여 정기적으로 부금을 납부하고 1계좌마다 추첨·입찰 등의 방법으로 부금자에게 일정금액을 급부하는 제도를 말한다. 1962년 12월 7일자로 공포된 국민은행법에 의하여 당시 존속하고 있던 5개의 무진회사를 병합하여 국민은행이 설립되었다. (2) 상호부금 ― 무진을 합리화한 제도. 일정한 계좌수로 조를 짜는 일이 없으며 가입자는 미리 자금의 사용계획을 세울 수 있는 장점이 있다. 이율이 높지 않아 가입자에게 유리하다. 상호부금의 업무는 상호신용금고와 국민은행만이 할 수 있다. 가입자와 상호부금업자와의 법률관계는 소비대차와 비슷한 관계가 생길 뿐이고 가입자 내지 회원 상호간에는 아무런 법률관계도 생기지 아니한다.

## 합명회사
영국과 미국에서는 합명회사를 일반조합(General Partnership, GP)이라고 부른다.

## 같이 보기
- 계 (조직)